# Karel Šimka
Karel Šimka (* 24. ledna 1973 Plzeň) je český soudce, právník a politolog, od února 2022 předseda Nejvyššího správního soudu ČR. Externě vyučuje na Fakultě právnické Západočeské univerzity a také působí na CEVRO Institut.

## Studium
V letech 1992 až 2000 studoval na Fakultě sociálních věd Univerzity Karlovy. Vedle toho v letech 1993 až 1998 vystudoval magisterský obor právo na Západočeské univerzitě v Plzni. Titul doktor práv získal v roce 2000 na Univerzitě Karlově a v roce 2001 i titul doktor filozofie. Studoval také v německém Pasově.

## Soudce
Po studiích působil dva roky jako stážista v advokátní kanceláři, ale více jej lákala justice. Soudcem se stal v roce 2001. V letech 2001 až 2005 byl soudcem Okresního soudu Praha-západ. V roce 2004 byl pak dočasně přidělen k Nejvyššímu správnímu soudu a v roce 2005 se stal jeho soudcem a zde také členem tehdejšího finančně správního kolegia soudu. Od roku 2008 je členem rozšířeného senátu Nejvyššího správního soudu.
Absolvoval řadu stáží a studijních pobytů na zahraničních akademických a justičních institucích, například v roce 2011 na švýcarském Spolkovém soudu v Lausanne a v roce 2017 na německém Spolkovém správním soudu v Lipsku.
Stal se Právníkem roku 2017 pro obor správní právo.
Jeho soudcovskými vzory jsou soudci prvního Ústavního soudu Zdeněk Kessler, Antonín Procházka a Vojtěch Cepl nebo první předseda Nejvyššího správního soudu Josef Baxa. Někteří kritici upozorňují na jeho nezdrženlivost v sociálních kontaktech a přílišnou blízkost k některým podnikatelům či politikům.
Dne 2. února 2022 ho prezident ČR Miloš Zeman jmenoval na Pražském hradě předsedou Nejvyššího správního soudu ČR; ve funkci nahradil Michala Mazance. Stal se tak v pořadí třetím předsedou Nejvyššího správního soudu.

## Pedagogická činnost
Od roku 1998 působí na Právnické fakultě Západočeské univerzity, ale v letech 2005–2010 zde svoji činnost přerušil. Taktéž zde v letech 2000 až 2003 byl předsedou akademického senátu. Od roku 2000 pak na vysoké škole CEVRO Institut. V letech 2006 až 2009 byl členem oborové rady Grantové agentury Akademie věd České republiky pro oblast sociálních a ekonomických věd. Ve své pedagogické činnosti se zaměřuje především na správní právo, ústavní a daňové právo.

## Publikace
Kompletní seznam publikační činnosti:
2000
- ŠIMKA, K. Dokumenty ke studiu ústavního a správního práva. Aleš Čeněk, 2000, 571 s. ISBN 80-86473-00-7
- ŠIMKA, K. Mobilní konflikty a jejich řešení v mezinárodním právu soukromém ČR, SRN, Rakouska a Švýcarska. In Právní rozhledy, 2000, roč. 8, č. 12, s. 545-550. ISSN 1210-6410
- ŠIMKA, K. Politické účinky volebních systémů. In Právník, 2000, roč. 139, č. 12, s. 1121-1143. ISSN 0231-6625
- SPENGLER, F., ŠIMKA, K. Rechtsreformen in der Tschechischen Republik: Wahlrecht, Prozessrecht, Nationalbankgesetz. KAS-Auslandsinformationen, 2000, roč. 16, č. 11, s. 54-70. ISSN 0177-7521

2001
- ŠIMKA, K. Justizreform in der Tschechischen Republik. In Tschechien, Deutschland und die Europäische Union. Pilsen: Westböhmische Universität, 2001. s. 151-177. ISBN 80-7082-771-8
- ŠIMKA, K. Tschechien, Deutschland und die Europäische Union. Plzeň : Westböhmische Universität Pilsen, 2001, 181 s. ISBN 80-7082-771-8

2003
- VODIČKA, K., ŠIMKA, K. Místní státní správa a samospráva. In Politický systém České republiky. Praha : Portál, 2003, s. 281-300. ISBN 80-7178-718-3
- VODIČKA, K., ŠIMKA, K. Soudní systém. In Politický systém České republiky. Praha : Portál, 2003, s. 266-275. ISBN 80-7178-718-3

2006
- SMOLÍKOVÁ, L., ŠIMKA, K. Anerkennung und Vollstreckung von Entscheidungen in Tschechien. Eastlex, 2006, roč. 4, č. 4, s. 156-161. ISSN 1729-0732
- ŠIMKA, K., SMOLÍKOVÁ, L. Durchsetzung von Geldforderungen in Tschechien. Eastlex, 2006, roč. 2006, č. 3, s. 112-118. ISSN 1729-0732
- ŠIMKA, K. Ústavní principy a principy dobré správy v daňovém právu. In Principy dobré správy. Brno: Masarykova univerzita, 2006. s. 217-236. ISBN 80-210-4001-7

2007
- VODIČKA, K., ŠIMKA, K., CABADA, L. Místní státní správa a samospráva. In Politický systém České republiky: historie a současnost. Praha : Portál, 2007, s. 299-320. ISBN 978-80-7367-337-6
- VODIČKA, K., ŠIMKA, K. Soudní systém. In Politický systém České republiky: historie a současnost. Praha : Portál, 2007, s. 278-293. ISBN 978-80-7367-337-6
- KASÍKOVÁ, M., KUČERA, Z., PLÁŠIL, V., ŠIMKA, K., HUBÁČEK, J., JIRMANOVÁ, M. Zákon o soudních exekutorech a exekuční činnosti. 1. vyd. Praha : C.H. Beck, 2007, 672 s. ISBN 978-80-7179-582-7

2010
- BAXA, J., PRŮCHA, P., ŠIMKA, K. K problematice odkladného účinku kasační stížnosti podané žalovaným. Správní právo, 2010, roč. 43, č. 8, s. 498-510. ISSN 0139-6005

2013
- ŠIMKA, K. Recenze publikace Naděje právní vědy. Býkov 2012. Plzeň : Vydavatelství a nakladatelství Aleš Čeněk s.r.o., 2013.

2014
- ŠIMKA, K. Žiješ jenom dvakrát - v soukromém a veřejném právu. In Občanské právo pro každého: pohledem (nejen) tvůrců nového občanského zákoníku. Praha : Wolters Kluwer, 2014, s. 323-342. ISBN 978-80-7478-493-4

2015
- ŠIMKA, K. NOVÁKOVÁ, P. Ústavní právo a daně. Bulletin KDP ČR, 2015, roč. 2015, č. 2, s. 7 - 14. ISSN 1211-9946

2016
- ŠIMKA, K. Dispoziční a koncentrační zásada ve správním soudnictví v testu ústavnosti. EPRAVO.CZ Digital, 2016, roč. 2016, č. 2, ISSN 1213-189X

2017
- ŠIMKA, K. Insolvence a daně. Bulletin advokacie, 2017, roč. 2017, č. 6, s. 27-33. ISSN 1210-6348

2019
- ŠIMKA, K. Kárná řízení u Nejvyššího správního soudu a soudní exekutoři. Komorní listy, 2019, roč. 1, č. 2019, s. 10-16. ISSN 1805-1081
- ŠIMKA, K. Paralelní vesmíry, aneb správní soudnictví v dotyku s insolvencí. Bulletin advokacie, 2019, roč. 2019, č. 5, s. 52-54. ISSN 1210-6348

2020
- ŠIMKA, K. Veřejná správa a práva jednotlivce. In Moderní veřejná správa. Zvyšování kvality veřejné správy, dobrá praxe a trendy. Praha: Wolters Kluwer, 2020, s. 22-32. ISBN 978-80-7598-048-9
- ŠIMKA, K. Dobrá praxe veřejné správy v oblasti právní. In Moderní veřejná správa. Zvyšování kvality veřejné správy, dobrá praxe a trendy. Praha: Wolters Kluwer, 2020, s. 93-98. ISBN 978-80-7598-048-9
- ŠIMKA, K. Veřejná správa a práva jednotlivce. In Moderní veřejná správa. Zvyšování kvality veřejné správy, dobrá praxe a trendy. Praha Wolters Kluwer, 2020, s. 22-32. ISBN 978-80-7598-048-9